# 1783 au théâtre
| Années du théâtre : 1780 - 1781 - 1782 - 1783 - 1784 - 1785 - 1786    |
| Décennies du théâtre : 1750 - 1760 - 1770 - 1780 - 1790 - 1800 - 1810 |

## Événements
- 28 avril : à l'étroit dans son ancienne salle, l'Opéra-Comique inaugure sa nouvelle salle à Paris, construite par l'architecte Jean-François Heurtier sur l'emplacement de l'hôtel du duc de Choiseul, baptisée Salle Favart puis Opéra-Comique National.

## Pièces de théâtre représentées
- 24 février : Les Aveux difficiles, d'Étienne Vigée, comédie en un acte et en vers, au théâtre de l'Odéon.
- 14 avril : Nathan le Sage, de Lessing, est jouée à Berlin deux ans après la mort de l'auteur.
- 23 septembre : Le Mariage de Figaro, comédie de Beaumarchais, donnée en privé dans la maison de campagne du comte de Vaudreil à Gennevilliers (dite château de Gennevilliers).
- La Conjuration de Fiesque de Gênes (de), drame de Friedrich Schiller, Hoftheater, Bonn.

## Décès
- 18 janvier : Jeanne-Françoise Quinault, actrice française, née le 13 octobre 1699.
- 6 septembre : Carlo Antonio Bertinazzi, dit Carlin, acteur et dramaturge italien, né le 2 décembre 1710.
- 3 novembre : Charles Collé, auteur dramatique et chansonnier français, né le 14 avril 1709.